# 白鷹禄水苑

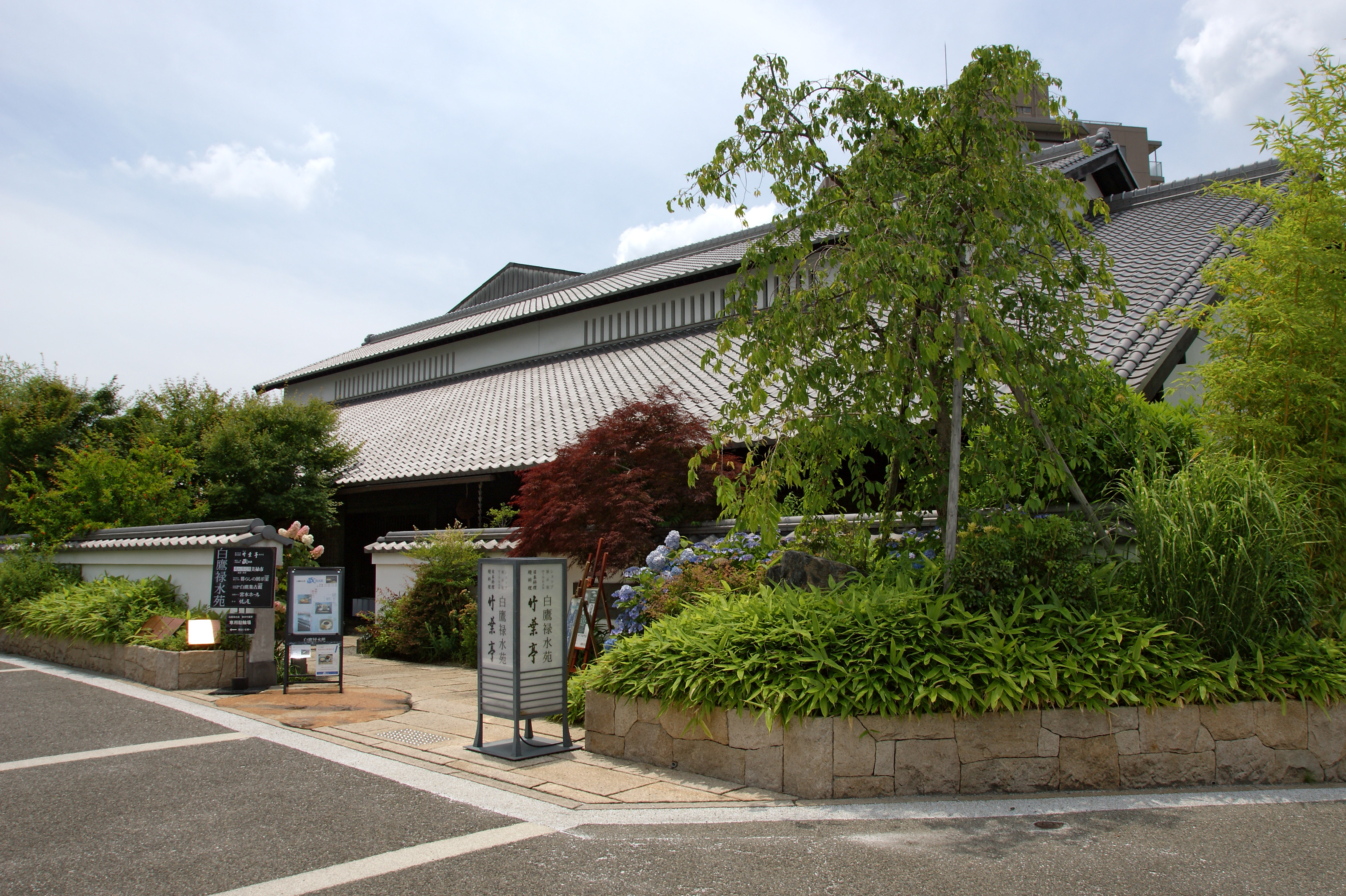
エントランス側

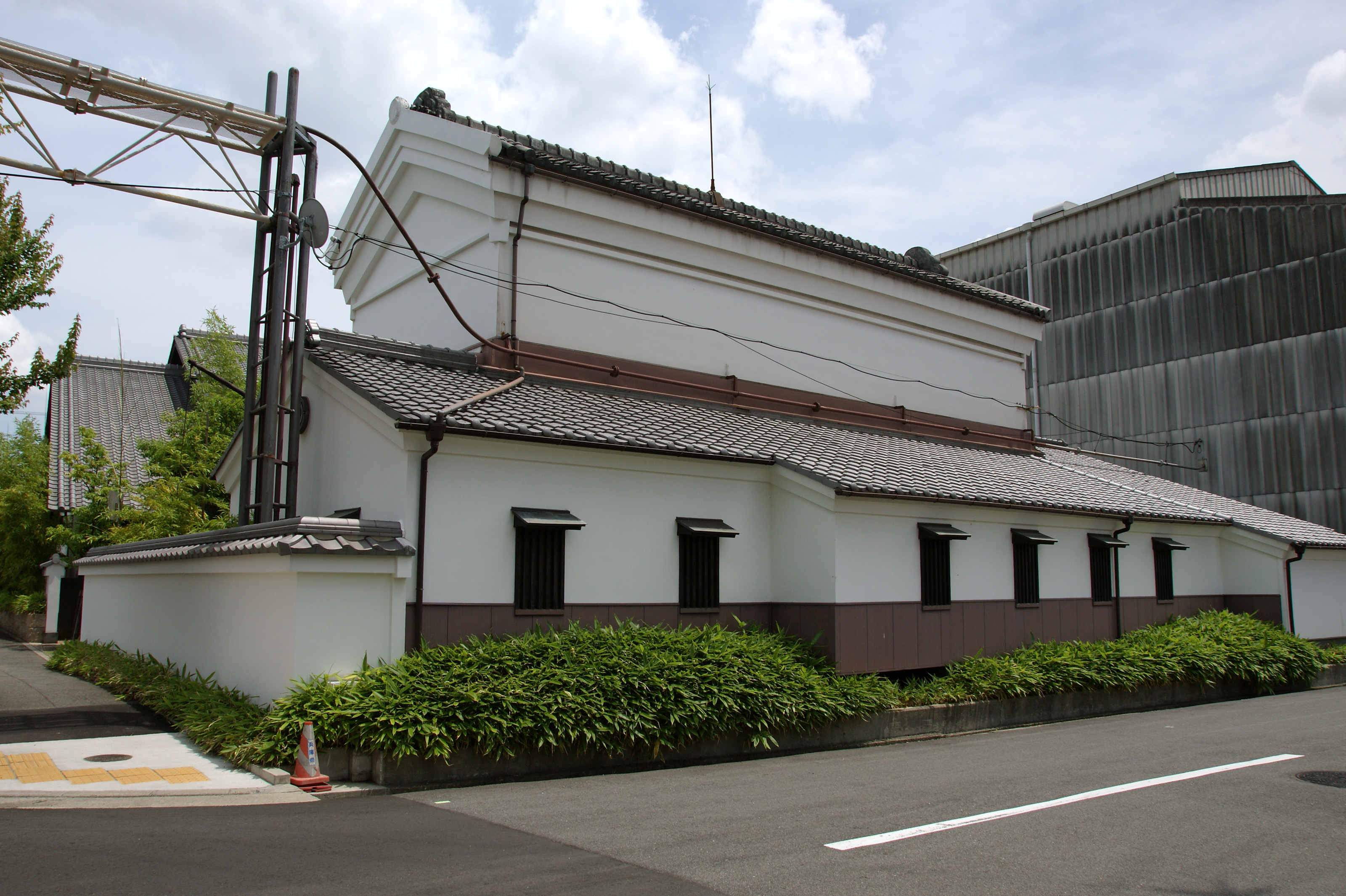
白鷹集古館外観

白鷹禄水苑（はくたかろくすいえん）は兵庫県西宮市にある日本酒をテーマとする施設。

## 概要
辰馬本家（白鹿醸造元）の分家で白鷹の蔵元・北辰馬家の住居イメージを再現した建物のなかにはショップ「美禄市」、蔵BAR 、白鷹集古館、東京竹葉亭西宮店がある。「白鷹株式会社」が運営を行っており道路を挟んだ北側に白鷹の工場がある。

## 利用情報
- ショップ「美禄市」

　営業時間：11：00～19：00

　定休日：第1・3水曜日
- 蔵BAR

　月～金：12：00～15：30　※ワンショットバーのみ ～18：30

　土日祝：12：00～16：30

　定休日：第1・第3 水曜日
- 白鷹集古館

　見学料金：無料

　営業時間：11：00 ～18：30

　定休日：第1・3水曜日
- 東京竹葉亭西宮店

　月～金：11：30～14：30 ／ 17：00～21：00

　土日祝：11：00～15：00 ／ 17：00～21：00

　定休日：第1・3水曜日

## 交通アクセス
- 西宮駅 (阪神)徒歩7分